# Себелев, Виктор Евгеньевич
Ви́ктор Евге́ньевич Се́белев (род. 11 марта 1972, Грозный, СССР) — советский и российский футболист, тренер. Является лучшим бомбардиром (83 гола) за всю историю футбольного клуба «Томи» .

## Карьера

### Клубная
Приехал в Томск в 1989 году из грозненской футбольной школы. За «Томь» выступал до сезона 2004 года. За это время провёл за «Томь» 434 официальных матча и забил 83 гола, став таким образом лучшим бомбардиром в истории клуба. В 2003 году выступал за «Содовик» на правах аренды. После ухода из «Томи» играл также за челябинский «Лукойл», новосибирский «Чкаловец-1936» и «Рязань-Агрокомплект».

### Тренерская
В 2007 году перешёл на работу в дубль «Томи», где 2 сезона работал помощником главного тренера. С середины сезона 2008 — главный тренер молодёжного состава томского клуба. 22 сентября 2011 года стал помощником нового главного тренера «Томи» Сергея Передни. Летом 2013 года вернулся к работе с молодёжной командой томского клуба.
В 2017—2018 годах был главным тренером футбольного клуба «Распадская».
Летом 2019 года вернулся в «Томь» в качестве помощника главного тренера. В 2020 году после отставки Василия Баскакова несколько матчей являлся исполняющим обязанности главного тренера «Томи».

## Тренерская статистика
| Клуб         | Начало работы   | Завершение работы | Показатели | Показатели | Показатели | Показатели | Показатели | Показатели | Показатели | Показатели |
| Клуб         | Начало работы   | Завершение работы | М          | В          | Н          | П          | МЗ         | МП         | РМ         | %          |
| ------------ | --------------- | ----------------- | ---------- | ---------- | ---------- | ---------- | ---------- | ---------- | ---------- | ---------- |
| Томь-2       | 1 июля 2014     | 30 июня 2016      | 48         | 12         | 10         | 26         | 54         | 90         | −36        | 025,00     |
| Томь (и. о.) | 8 сентября 2020 | 23 сентября 2020  | 4          | 0          | 1          | 3          | 1          | 7          | −6         | 000,00     |
| Итого        | Итого           | Итого             | 52         | 12         | 11         | 29         | 55         | 97         | −42        | 023,08     |

## Достижения
- Бронзовый призёр Первого дивизиона: 2002
- Победитель зоны «Восток» Второго дивизиона: 1997
- Серебряный призёр Второго дивизиона (3): 1994 (зона «Восток»), 1996 (зона «Восток»), 2004 (зона «Урал-Поволжье»)
- Бронзовый призёр зоны «Урал-Поволжье» Второго дивизиона: 2003